# Jango (filme)
Jango é um documentário brasileiro de 1984, dirigido por Sílvio Tendler, sobre o Governo João Goulart, presidente do Brasil entre 1961 e 1964.

## Sinopse
O filme refaz a trajetória política de João Goulart, o 24° presidente brasileiro, que foi deposto por um golpe militar nas primeiras horas de 1º de abril de 1964. Goulart era popularmente chamado de "Jango", daí o título do filme, lançado exatos vinte anos após o golpe. A reconstituição da trajetória de Goulart é feita através da utilização de imagens de arquivo e de entrevistas com importantes personalidades políticas como Afonso Arinos, Leonel Brizola, Celso Furtado, Frei Betto e Magalhães Pinto, entre outros. O sugestivo slogan do filme foi "Como, quando e por que se derruba um presidente".
O documentário captura a efervescência da política brasileira durante a década de 1960 sob o contexto histórico da Guerra Fria. Jango narra exaustivamente os detalhes do golpe e se estende até os movimentos de resistências à ditadura, terminando com a morte do presidente no exílio e imagens de seu funeral, cuja divulgação foi censurada pelo regime militar.

## Produção
O filme teve seu roteiro escrito por Maurício Dias e Sílvio Tendler, enquanto a trilha sonora foi desenvolvida por Milton Nascimento e Wagner Tiso. A edição foi conduzida por Francisco Sérgio Moreira e os produtores associados foram Denise Goulart (filha do ex-presidente) e Hélio Paulo Ferraz.

## Lançamento
Lançado em março de 1984, Jango levou mais de meio milhão de espectadores às salas de cinema, tornando-se o sexto documentário de maior bilheteria da história do cinema brasileiro. O primeiro e o quarto filmes da lista também foram dirigidos por Tendler: O Mundo Mágico dos Trapalhões, com um milhão e 800 mil espectadores, e Anos JK, com 800 mil espectadores.

## Prêmios
- Troféu Margarida de Prata, da CNBB (1984)[5]
- Prêmio especial do júri, prêmio do público e de melhor trilha sonora do Festival de Gramado (1984)[5]
- Prêmio especial do júri no Festival de Havana (1984)[6]